# Carol Gray
Carol Gray és directora del Gray Center for Social Learning and Understanding a Grand Rapids (Michigan). És més coneguda per crear «històries socials» o «escenaris socials», històries curtes utilitzades com a eina d'ensenyament per a nens autistes.